# 傑克·P·謝潑德
傑克·P·謝潑德（英語：Jack P. Shepherd；1988年1月14日—）是英國的一位演員。他最著名的作品是自2000年以來在加冕街中飾演David Platt角色。